# Place Possoz
La place Possoz est située dans le 16e arrondissement de Paris.

## Situation et accès

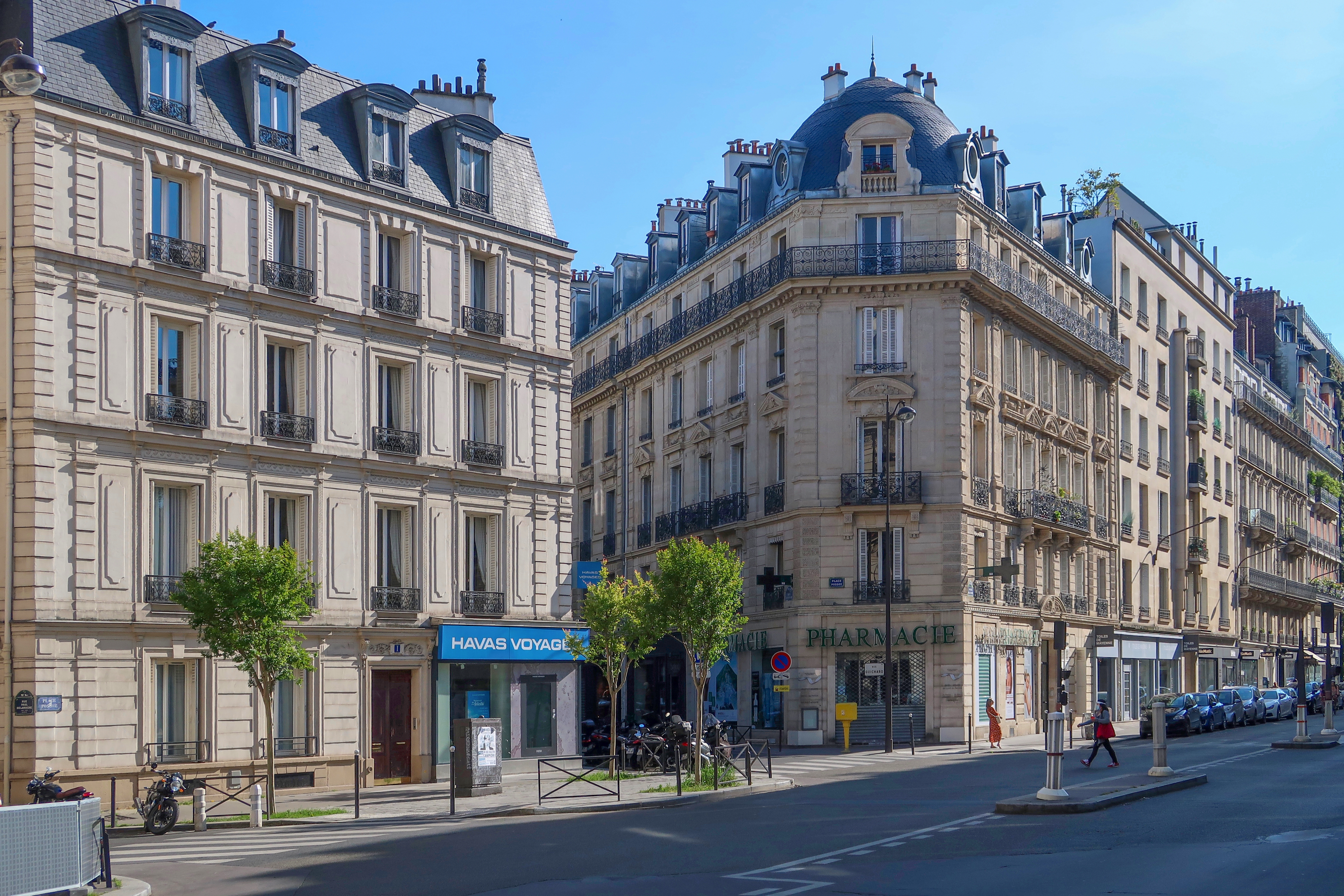
Sud de la place.

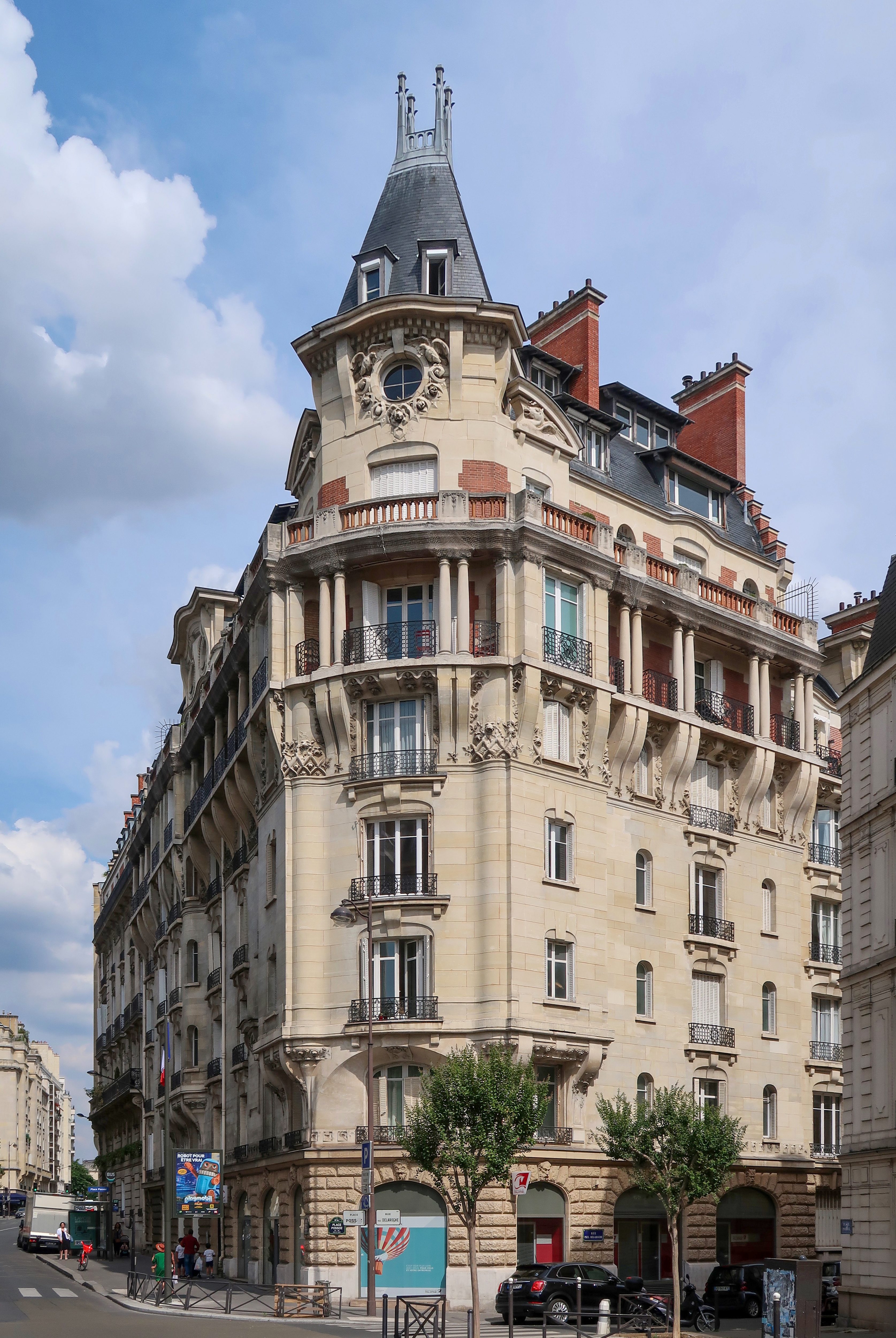
Immeuble du 2, place Possoz, construit en 1913.

La place Possoz est une voie publique située dans le 16e arrondissement de Paris. Elle se trouve à l'intersection de l'avenue Paul-Doumer, de la rue Guichard, de la rue Paul-Delaroche, de la rue Cortambert et de la rue Faustin-Hélie.
Le quartier est desservi par la ligne 9, à la station La Muette. On trouve également à proximité la ligne C du RER à la gare de Boulainvilliers.

## Origine du nom

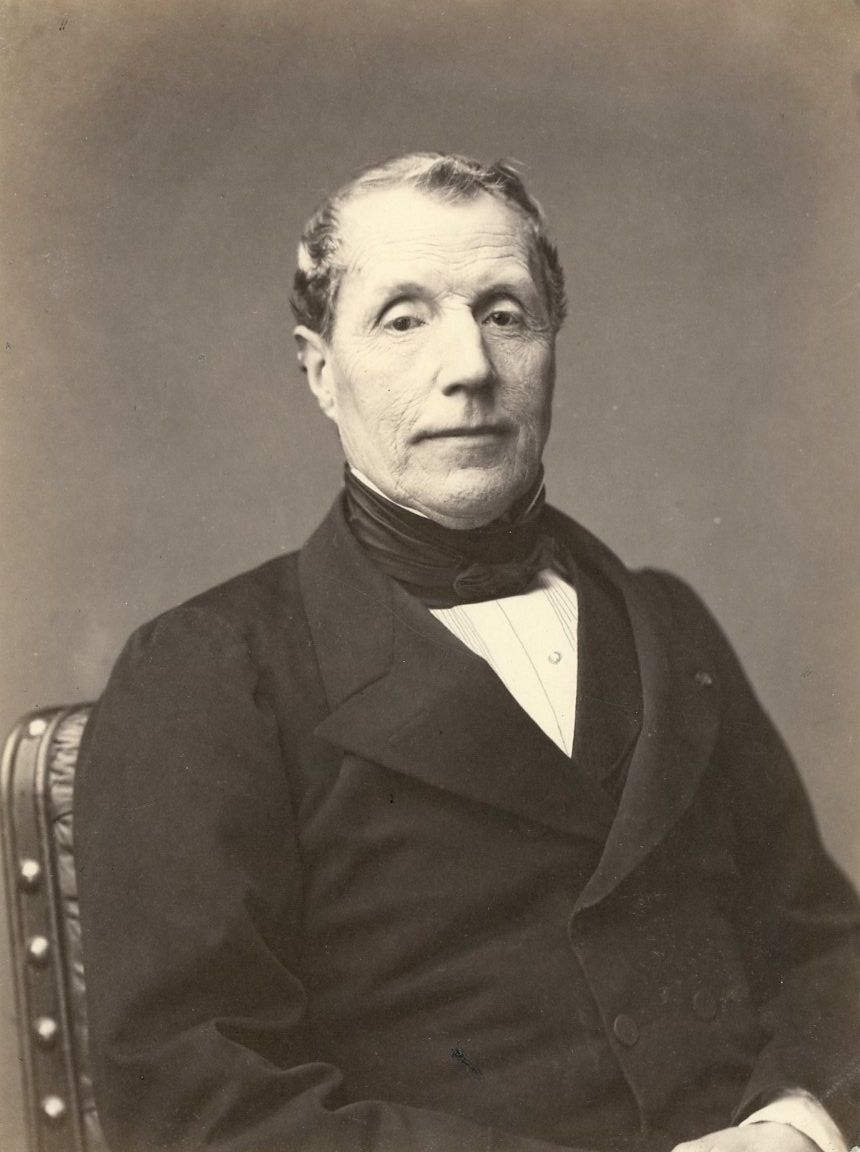
Jean-Frédéric Possoz (1864).

Cette place doit son nom à Jean-Frédéric Possoz (1797-1875), maire de Passy sous Louis-Philippe et le Second Empire et inventeur de la numérotation actuelle des arrondissements de Paris.

## Historique
Cette place, qui résulte du lotissement en 1854 du parc Guichard, est créée sous sa dénomination actuelle en 1864 par M. Possoz.
Le 6 août 1918, durant la Première Guerre mondiale, un obus tombe sur la place.
En 1933, l’ouverture de l’avenue Paul-Doumer menant de la Muette au Trocadéro fait perdre à la place son caractère « provincial ».

## Bâtiments remarquables et lieux de mémoire

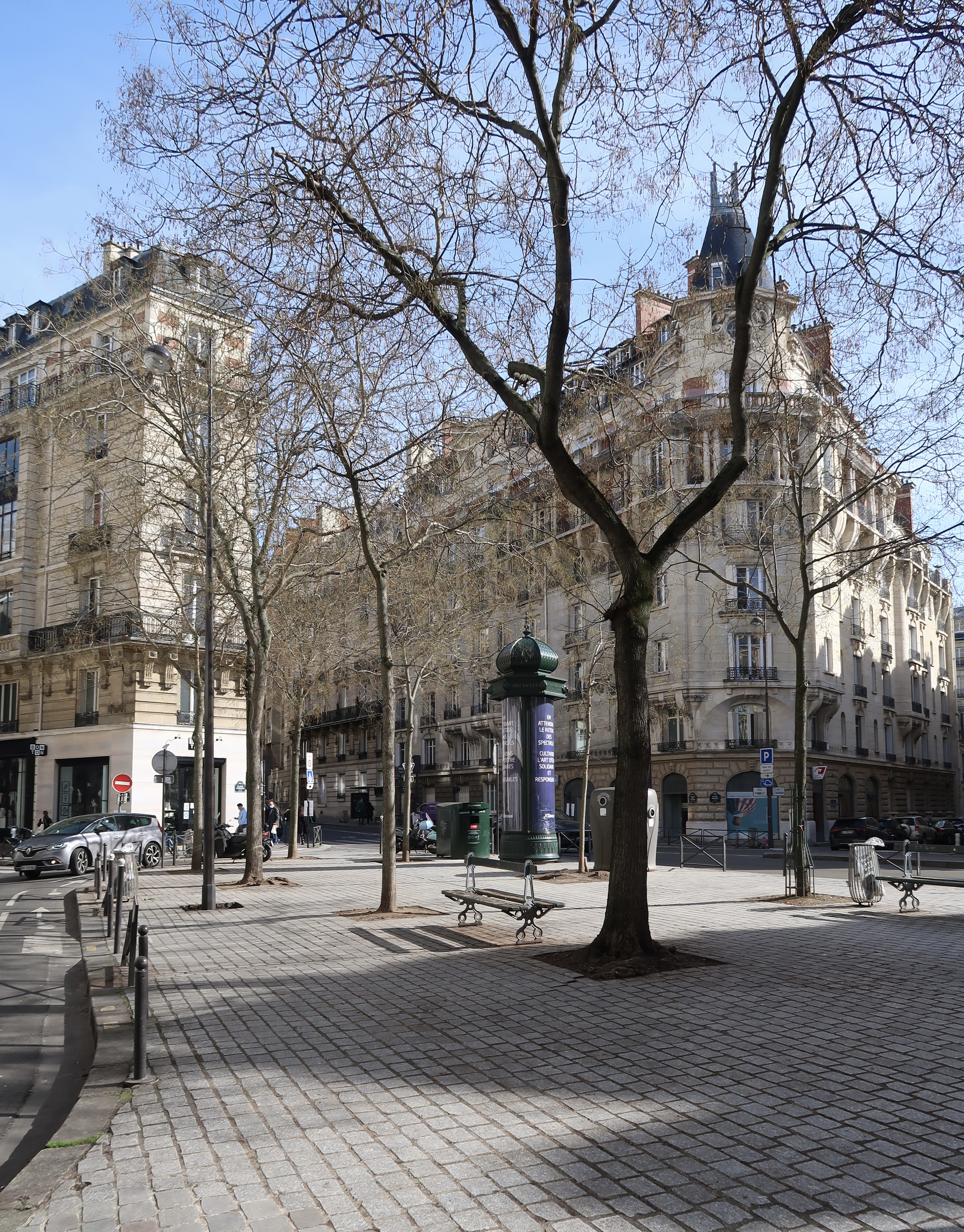
Vue depuis la rue Faustin-Hélie.

- No 2 : immeuble construit en 1913.
- No 6 : immeuble construit à la fin des années 1960 par l’architecte Henry-Charles Delacroix, racheté en 2009 par la Ville de Paris en vue d’y installer des logements sociaux[6].

### Bâtiments démolis
- Gymnase Edmond-Dolfus, susceptible d’accueillir 1500 personnes et où se tiennent réunions politiques, conférences, manifestations patriotiques[7]...
- No 2 : ancien collège de filles puis, dans les années précédant sa destruction, pension de famille[8].

## Personnalité liée à la place
- Le chimiste Joseph Achille Le Bel habita place Possoz en 1901[9].